# Chamberlain Oguchi
Chamberlain "Champ" Emeka Oguchi (Houston, 28 de abril de 1986) é um basquetebolista profissional nigeriano que atualmente defende o Anwill Włocławek na Liga Polonesa de Basquetebol.

## Seleção
Oguchi integrou a Seleção Nigeriana de Basquetebol, em Londres 2012, que terminou na décima colocação.
Chamberlain Oguchi foi convocado para defender a seleção nigeriana no Afrobasket de 2015 disputado em Radès, Tunísia. Na ocasião a Nigéria conquistou seu primeiro título na competição continental, de quebra a vaga para o Torneio Olímpico de 2016.